# Sugar baby
Le terme « sugar baby » (« bébé en sucre ») est un anglicisme argotique contemporain utilisé pour décrire les personnes s'engageant dans des relations avec des personnes plus âgées et plus riches, chaque partie devant y trouver son compte : les sugar babies offrent leur compagnie (ce qui peut aller jusqu'à des relations sexuelles) à des hommes qui les soutiennent financièrement (offrant des cadeaux ou de l'argent, payant diverses activités...).
La précarité étudiante a été avancée comme l'une des raisons du phénomène.
Le phénomène est présent sur Internet (via des sites de rencontre - Le Figaro recense par exemple 40 000 inscrites en France sur un site spécialisé en 2014), mais aussi des réseaux sociaux comme TikTok,. 

## La figure du sugar baby
Les sugar babies sont majoritairement des jeunes femmes, mais des jeunes hommes le sont aussi. 
La sociologue Hélène Pohu indique qu'au début de la relation, elles ont le sentiment de gagner facilement de l'argent. L’ultraconsommation est accessible, elles vivent très confortablement, elles ont un sentiment de liberté extrême.[réf. nécessaire] Plus la relation dure, plus il est difficile pour les sugar babies de rompre par crainte de perdre beaucoup de confort matériel.